# 43889 Osawatakaomi
43889 Osawatakaomi è un asteroide della fascia principale. Scoperto nel 1995, presenta un'orbita caratterizzata da un semiasse maggiore pari a 2,2829978 UA e da un'eccentricità di 0,1580060, inclinata di 4,35878° rispetto all'eclittica.